# Ecdeiocolea
Ecdeiocolea es un género de plantas como hierbas originario de Western Australia. Ecdeiocolea contiene dos especies.

Ecdeiocolea está estrechamente relacionado con las familias graminoides Joinvilleaceae y Poaceae. Estudios filogenéticos moleculares indican que Ecdeiocolea es hermana de Poaceae.

## Taxonomía
El género fue descrito por Ferdinand von Mueller y publicado en Fragmenta Phytographiæ Australiæ 8: 236. 1874.  La especie tipo es Ecdeiocolea monostachya F.Muell.

## Especies
- Ecdeiocolea monostachya
- Ecdeiocolea rigens